# Colostygia insulata
Colostygia insulata är en fjärilsart som beskrevs av Karl Schawerda 1911. Colostygia insulata ingår i släktet Colostygia och familjen mätare. Inga underarter finns listade i Catalogue of Life.